# Bài tấn
Tấn, hay còn gọi là Tú lơ khơ hoặc gọi tắt là bài Tú, là cách chơi bài truyền thống của Nga, du nhập vào Việt Nam, được chơi bởi 2-4 người. Đây là một trong những cách chơi thông dụng của bộ bài Tây, bắt nguồn từ Nga và phổ biến ở nhiều quốc gia hậu Xô Viết với tên Durak (Дурак), nghĩa là thằng ngốc.
Trò chơi này xuất hiện vào cuối thế kỷ 18 tại Đế quốc Nga và được phổ biến bởi những người lính nghĩa vụ của Quân đội Hoàng gia trong cuộc Chiến tranh Pháp-Nga, 1812. Ban đầu là trò tiêu khiển xã hội của những người nông dân và công nhân công nghiệp ít học, sau Cách mạng Tháng Mười, Durak đã lan rộng đến nhiều tầng lớp xã hội vào giữa thế kỷ 20 và sớm trở thành trò chơi bài phổ biến nhất của Liên Xô.
Tuy nhiên, cách chơi của Nga là bộ bài 36 lá (theo thứ tự gồm 6, 7, 8, 9, 10, J, Q, K và A) của 4 chất là Cơ, Rô, Chuồn và Bích. Trong khi đến Việt Nam, bài tấn được chơi đầy đủ với bộ bài 52 lá.

## Quy định

### Các lá bài

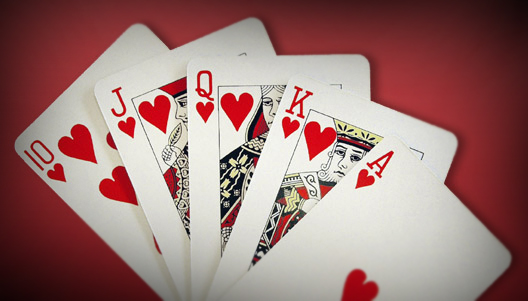
5 quân bài lớn nhất trong bài tấn

Trò chơi sử dụng bộ bài tiêu chuẩn (gồm 52 lá bài). Xếp hạng "độ mạnh" của các quân bài theo thứ tự giảm dần như sau: A (đọc là át hay xì)> K (đọc là ca hay già)> Q (đọc là quy hay đầm)> J (đọc là gi hay bồi)> 10> 9> 8> 7> 6> 5> 4> 3> 2. Lá bài A là lá lớn nhất và lá 2 là lá bài bé nhất.

### Chia bài, chọn quân bài chủ
Chơi từ 2 đến 4 người. Người chơi quyết định ai là người chia. Mỗi người 8 quân bài, chọn chiều chia bài là chia ngược chiều (hoặc theo chiều) kim đồng hồ (chiều chia bài cũng là chiều tấn), sau khi chia xong bốc thêm một lá để quyết định chất trưởng (còn gọi là chất chủ). Lá bốc được mang chất nào (Cơ, Rô, Nhép-Chuồn hay Bích) thì chất đó là trưởng và để lật ngửa quân đó xuống dưới cùng. Nếu chơi luật đổi 2 chủ và có quân 2 trưởng thì có thể đổi và đặt bộ bài còn lại để bốc đè lên trên, người chơi có thể tính toán để khi hết bài để bốc, người bốc cuối sẽ lấy được lá trưởng đó.
Như vậy, mỗi ván bài có nước bài trưởng khác nhau và thay đổi ngẫu nhiên tùy lá bài bốc chọn nước bài trưởng. Xem thêm Luật thua trắng.

### Xác định lượt đi đầu
Sau khi xác định chủ, người chia tiếp tục xáo bài và bốc bất cứ quân nào lên để xác định lượt, bài chữ thì quy đổi A là 1, K là 13, Q là 12, J là 11, bài số thì lấy số tương đương rồi đếm từ người bốc theo chiều ngược kim đồng hồ, đếm đến ai người đó đánh trước, sau đó trả lại lá bài xác định lượt vào cỗ bài và xáo lên rồi đặt lên trên quân bài xác định chủ đang lật ngửa.
Hoặc đơn giản hơn, ván đầu tiên ai có công chia bài thì được ưu tiên đi trước, các ván tiếp theo ai đã tới nhất ván trước thì đi trước ván tiếp theo.
Trường hợp chơi luật đổi 2 chủ, nếu có bất kỳ người chơi nào đổi 2 chủ, thì người tiếp theo trong vòng sẽ có quyền tấn đầu tiên.

### Xếp bài

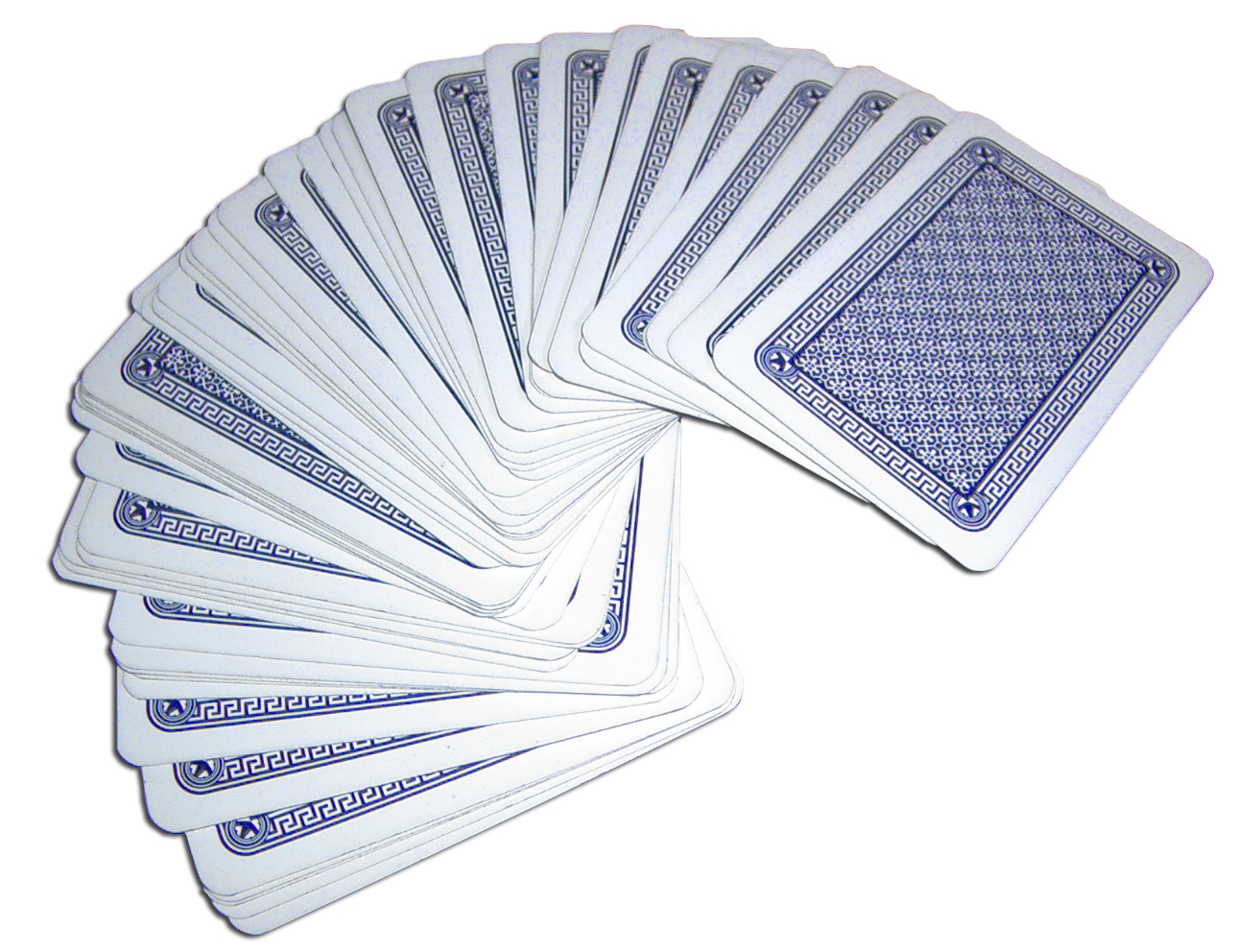
Mặt sau của bộ bài Tây

Trò chơi này không sử dụng các cách kết hợp "đôi", "bộ", hay "phỏm" như bài tiến lên và bài tá lả, chỉ sử dụng các lá bài lẻ để tấn và đỡ. Các quân chủ thường được xếp riêng để tránh nhầm lẫn, sau đó đến các quân bài mạnh như A, K, Q, J và giảm dần.

## Luật chơi

### Luật chung
Trước khi chơi phải tráo bài thật kỹ và 2-4 người chơi phải thống nhất với nhau chiều chia bài (cũng là chiều tấn).
Sau khi chia bài, lật bất cứ quân nào lên và để ngửa dưới chồng bài. Quân được lật mang chất gì thì chất đó là chất trưởng. Quân thuộc chất trưởng có thể đỡ tất cả các quân khác chất, dù lớn, bằng hay nhỏ hơn nó. Vì thế quân to nhất trong ván bài luôn là Át trưởng. Xem thêm luật Thối Át trưởng.
Từng người một tấn người bên cạnh theo vòng (tùy quy ước theo chiều chia bài là ngược hay thuận chiều kim đồng hồ). Người tấn ra bất kỳ lá nào, người bị tấn phải đỡ lá bài đó bằng một lá khác, quân đỡ bắt buộc phải cùng chất với quân tấn và có số lớn hơn, hoặc là quân trưởng. Nếu không có quân cùng chất lớn hơn hoặc có mà không muốn ra (có thể đề phòng người khác tấn tiếp hoặc muốn tích trữ lại để tấn người khác) thì phải cầm bài ''lên''. Nếu quân tấn là trưởng thì bắt buộc phải đỡ lá lớn hơn mang chất trưởng. 
Những người còn lại sẽ cùng tấn người bị tấn theo vòng ngược hoặc thuận chiều kim đồng hồ lần lượt (sau khi người tấn trước tấn hết bài xong), hoặc cùng đồng loạt tấn (theo thỏa thuận quy ước trước đó) bằng những quân bài có số giống nhưng khác chất một trong các quân bài đang có trên bàn tấn trong lượt đó. Việc tấn cùng này không bắt buộc, và tùy theo tính toán của những người chơi.
Đặc biệt, nếu quân tấn hoặc quân tấn cùng là Át trưởng thì lượt tấn kết thúc ngay lập tức, nghĩa là người bị tấn không được đỡ nữa và buộc phải "lên", những người còn lại không được tấn nữa. Nếu quân tấn hoặc quân tấn cùng là K trưởng mà đồng thời, quân Át trưởng đang lật ngửa dưới bộ bài để xác định chất trưởng, thì lượt tấn cũng kết thúc ngay lập tức.
Không được tấn quá số lượng bài người bị tấn đang cầm trên tay. Nếu không ai tấn nữa, thì tất cả bài lượt đó phải được cho vào đống "rác" (có nơi gọi là "thải") và úp lại.
Nếu người bị tấn mà hết bài thì có hai cách chơi (tùy quy ước với nhau trước đó):
- Hoặc phải bốc thêm 8 quân bài ở phần bài úp lên (nếu bộ bài úp còn không đủ 8 quân thì phải bốc hết lên, kể cả quân bài xác định chủ đang lật ngửa) để đánh tiếp và làm cho đến khi hết bài.
- Hoặc xả bài, kết thúc lượt và bốc tiếp 8 quân để tấn lượt tiếp cho người kế tiếp.

Một lượt tấn kết thúc khi người tấn và những người còn lại không còn quân nào tấn tiếp được, hoặc có nhưng không muốn đưa ra, hoặc người bị tấn không thể đỡ được nữa và phải "ôm" bài. Khi người chơi bị tấn đã hô "lên" hoặc "ôm" thì những người chơi còn lại không được ra bài để bắt người chơi bị tấn "ôm" thêm nữa, nếu đã lỡ ra sau khi người bị tấn hô "ôm" thì phải cầm lên lại và chấp nhận bị lộ bài. Do đó, nếu đã xác định không thể đỡ thì người bị tấn nên quyết định "ôm" càng sớm càng tốt. Tuy nhiên, một số người vẫn chọn nhử để ôm được thêm các quân có giá trị như J, Q, K, A hoặc quân trưởng.
Sau mỗi một lượt tấn, mỗi người phải bốc cho đủ 8 quân bài trên tay theo thứ tự ưu tiên: người tấn, người bị tấn, những người còn lại theo vòng. Nếu số bài từ đủ 8 trở lên thì người chơi không được bốc mà phải để người kế tiếp bốc. Nếu người bị tấn đã "lên/ôm", quyền tấn thuộc về người kế tiếp theo vòng.
Khi hết bài úp để bốc sẽ bốc luôn lá bài mở quy định chất trưởng, và cứ tiếp tục đánh. Ai hết bài trước là thắng, ai còn giữ một hoặc nhiều lá bài trong khi mọi người chơi đã hết bài thì thua. Trong trường hợp người bị tấn đã vừa hết bài trên tay và không còn bài để bốc thì người đó thắng.
Lưu ý: ở một số nơi có quy định chất trưởng không được liên tiếp giống nhau 3 lần. Xem thêm Luật thua trắng.

### Luật bên lề
- Khi đến lượt mình ra bài mà có lời nói hoặc động tác (phẩy tay, lắc tay, lắc đầu...) khiến những người chơi còn lại hiểu là cho qua lượt thì mặc nhiên không được hồi lại.
- Khi đến lượt mình ra bài mà có lời nói về lá bài định ra thì phải hạ lá bài đó xuống, không được thay đổi. Nếu không hạ xuống được (vì nói dối, không có) thì có thể bị xử thua hoặc phạt bốc thêm 1 lá, tùy theo quy ước trước đó.
- Khi người tấn chưa quyết định chính thức hạ bài mà người đi sau vội vàng hạ bài của mình thì người đang tấn có quyền yêu cầu người đi sau cầm lại bài lên, như vậy, người đi sau đã bị lộ bài.
- Người chơi có quyền không cho người khác biết mình còn bao nhiêu lá bài trong tay. Những người khác chỉ được đánh số lượng lá bài tối đa bằng số lá bài người chơi cầm trên tay trong 1 vòng đấu, nếu lỡ tấn vượt quá thì phải tự cầm lên và chịu bị lộ bài.
- Người chơi không được có động tác đếm, kiểm tra các lá bài đã được hạ xuống, chỉ được tính nhẩm.
- Luật cấm lục rác: Tất cả người chơi không được quyền xem lại, đếm lại những lá bài của những vòng trước. Nếu bị phát hiện lục rác, tùy theo quy ước trước khi chơi, người chơi có thể bị xử thua hoặc phải bốc thêm một, hoặc một số lá bài.
- Luật đổi 2 chủ: khi con bài bốc lên để quyết định chất chủ khác 2 và trong những người chơi có con 2 chủ thì người nào sở hữu 2 chủ có thể đổi con 2 đó lấy con bài quyết định chất chủ (hoặc không thích thì không bắt buộc đổi). Việc đổi này phải được thực hiện trước khi đánh, khi đã vào ván bài mới bốc được 2 chủ thì không được đổi. Ai đã đổi thì phải chịu mất lượt, người tiếp theo trong vòng sẽ được ưu tiên đi trước tiên (để người đổi phải tấn cuối). Người sở hữu 2 chủ từ đầu này vẫn có quyền quyết định đổi hay không đổi để giữ lấy lượt tấn trước.
- Luật cúng chủ: ai về chót ván trước phải cúng con chủ lớn nhất cho người đến đầu ván trước, người được cúng đó có quyền xét riêng bài của người cúng (hoặc không nếu không muốn) để chắc chắn đó là con chủ lớn nhất. Cúng chủ xong, người cúng phải bốc thêm 1 lá cho đủ 8 lá, người được cúng lúc này bắt đầu ván với 9 lá bài (nhưng sẽ sớm quay về lại 8 lá trong những vòng sau của ván). Trong trường hợp người cúng đã cúng Át chủ hoặc đã cúng K chủ nhưng con xác định chất chủ đang lật ngửa là Át chủ thì người được cúng không được quyền xét (vì chắc chắn đó đã là con chủ lớn nhất có thể cúng).
- Luật xả chủ: nếu trong lần chia đầu tiên, người chơi không có chủ có quyền xả bài cho mọi người xem và xin được chia lại bài mới để kiếm chủ (xả duy nhất 1 lần trong mỗi ván đấu). Khi đó, người chia bài sẽ lấy 8 lá bài xả của người chơi nhập vào bộ bài, rồi chia riêng 16 lá thành 2 bộ 8 lá và người chơi được tùy chọn một trong hai. Bộ không được chọn sẽ được nhập vào bộ bài và xào lại. Nếu có từ 2 đến 3 người xả chủ, thì người chia bài sẽ chia riêng 24 lá thành 3 bộ 8 lá để từng người chơi theo vòng mà chọn 8 lá mới của mình, phần không được chọn (nếu có) sẽ nhập vào bộ bài, xào lại và chơi tiếp. Trường hợp đặc biệt nếu cả 4 người đều không có chủ, thì giữ nguyên lá xác định chất chủ lật ngửa và nhập bài của 4 người vào bộ 51 lá bài còn lại để chia lại lần 2. Nếu sau khi chia lại, người chơi vẫn không có chủ thì không được quyền xả tiếp.
- Trong trường hợp chơi cả ba luật đồng thời là Luật cúng chủ, xả chủ và đổi 2 chủ, thì:

+ Nếu người chơi về chót ván trước không có chủ, thì không phải cúng chủ cho người về nhất ván trước và xả để kiếm chủ. Trong lần 2 nếu vẫn không có chủ thì không được xả tiếp; nếu có chủ thì không cúng nữa (vì đã xả); nếu có 2 chủ vẫn có thể đổi 2 chủ theo Luật đổi 2 chủ và người kế tiếp theo vòng sẽ được mặc nhiên đi trước.
+ Nếu người chơi về chót ván trước chỉ có 2 chủ (không còn con chủ nào khác) thì buộc phải cúng 2 chủ đó (không được đổi dùm), và người về nhất ván trước được tự quyết định việc có thể đổi (mất lượt đi trước cho người tiếp theo trong vòng) hoặc không đổi 2 chủ lấy con chủ đang ở dưới bộ bài úp (sẽ được đi trước).
+ Nếu người chơi về chót ván trước có 2 chủ và một (hoặc nhiều) con chủ khác, thì người này có quyền quyết định cúng con chủ cao nhất rồi mới đổi 2 chủ, hay ngược lại tùy theo tính toán của bản thân. Nếu người nào đổi 2 chủ, thì lượt ra bài đầu tiên sẽ thuộc về người tiếp theo trong vòng chứ không thuộc về người thắng ván trước đó.
+ Nếu người về nhất ván trước không có chủ thì có thể tuyên bố xả chủ trước khi nhận cúng chủ từ người thua chót ván trước. Sau khi xả lần một, dù không có chủ, người về nhất ván trước vẫn không được xả thêm và được nhận con chủ lớn nhất từ người thua chót ván trước. Nếu đó là con 2 chủ, người chơi được tùy ý chọn đổi hay không đổi 2 chủ.
- Luật thối A chủ: Tại một số địa phương, để hạn chế lạm dụng con bài mạnh nhất, người chơi không được phép giữ lại lá A chủ để đánh cuối cùng. Nếu trên tay người chơi còn 1 lá duy nhất, và lá đó là A chủ, nó sẽ bị tính là "thối", và người chơi sẽ bị xử thua ván bài đó.
- Luật thua trắng: Tại một số địa phương, người lật chủ mới mà trùng chủ của ván trước tới 3 lần liên tiếp thì người lật chủ bị xử thua trắng trong ván đó và phải lật lại chủ mới cho những người còn lại phân tranh cao thấp. Một số nơi khác chấp nhận việc trùng chủ này. Nếu có chơi Luật cúng chủ, thì người bị thua trắng cũng không cần cúng chủ ván tiếp theo.
- Luật thắng trắng: nếu 8 quân bài lúc đầu bốc lên đều là chủ thì người chơi sẽ được tuyên bố thắng trắng. Việc thắng trắng phải diễn ra trước khi chơi bài, nếu đã xả 1 lần vì không có chủ, mà lần sau bốc lên lại được 8 con chủ hết thì không được tính là thắng trắng và phải đánh tiếp. Trong lúc đang chơi mà người chơi giữ đủ 8 lá chủ vẫn không được thắng trắng. Nếu có chơi luật cúng chủ, thì người thắng trắng không được cúng chủ mà chỉ được đi trước trong ván tiếp theo, trừ khi có chơi thêm Luật đổi 2 chủ thì người đi trước sẽ do Luật đổi 2 chủ quyết định.

+ Trường hợp người chơi chỉ có 7 quân chủ và 1 quân khác không phải chủ mà được cúng chủ (do ván trước đó thắng về nhất) dẫn đến có đủ 8 quân chủ trên tay trong khi ván bài chưa bắt đầu, thì được xem là thắng trắng.
+ Trường hợp người chơi có 8 quân chủ khi mới bốc bài mà phải cúng chủ (do thua ván trước đó) thì sau khi người chơi thực hiện nghĩa vụ cúng chủ cao nhất, nếu bốc thêm 1 lá vẫn là chủ thì vẫn đủ tám con chủ trong khi ván bài chưa bắt đầu, nên được xem là thắng trắng. Nếu người chơi lúc đầu có 8 lá chủ, nhưng do phải cúng chủ nên chỉ còn 7 lá và bốc thêm 1 lá nhưng không phải chủ thì ván bài vẫn tiếp tục như bình thường; không được thắng trắng nữa.
- Luật Đổi chủ cuối đường (Trộm long tráo phụng): Để tránh việc người chơi tích trữ quá nhiều quân chủ về cuối ván, một số vùng miền có thêm luật Đổi chủ cuối đường (Trộm long tráo phụng). Từ đầu mỗi ván, người chơi rút 2 quân bài, một quân lật ngửa để xác định chất chủ; một quân đặt sấp giấu bên dưới để xác định chất chủ sẽ bị đổi vào cuối ván bài. Sau đó, đặt toàn bộ bộ bài lên và chơi như bình thường. Đến cuối trận, sau khi quân chủ cuối cùng lật ngửa đã được bốc; quân ẩn giấu sẽ được người chơi đang có lượt bốc lật lên. Nếu lá bài ẩn cùng chất với quân chủ thì chất chủ được tiếp tục giữ nguyên (với xác suất giữ nguyên là 25%), nếu lá bài ẩn khác chất thì từ đó trở về sau, chất đó sẽ lên làm chủ, sau đó người bốc sẽ nhập quân chủ mới vào bài của mình và các người chơi còn lại sẽ chơi như bình thường với chất chủ mới. Luật này không được phổ biến.

- Luật đút 2: tại một số vùng miền, người ta có luật đánh đút 2, nghĩa là trong lúc chơi bài, quân 2 nhỏ nhất không được đánh mà phải để đến cuối cùng khi các quân khác trên tay đã đánh và đỡ hết, trừ quân 2 chủ được phép đỡ, người nào đút được 2 mới là người thắng cuộc mặc dù đã có những người về nhất về nhì trước đó, vì đánh kiểu này rất khó bởi trong bài tuy nhiều quân to nhưng vướng phải quân 2 nhỏ nhất nên phải cầm bài cho nên luật này không phổ biến.

## Hình ảnh

Các quân tú lơ khơ
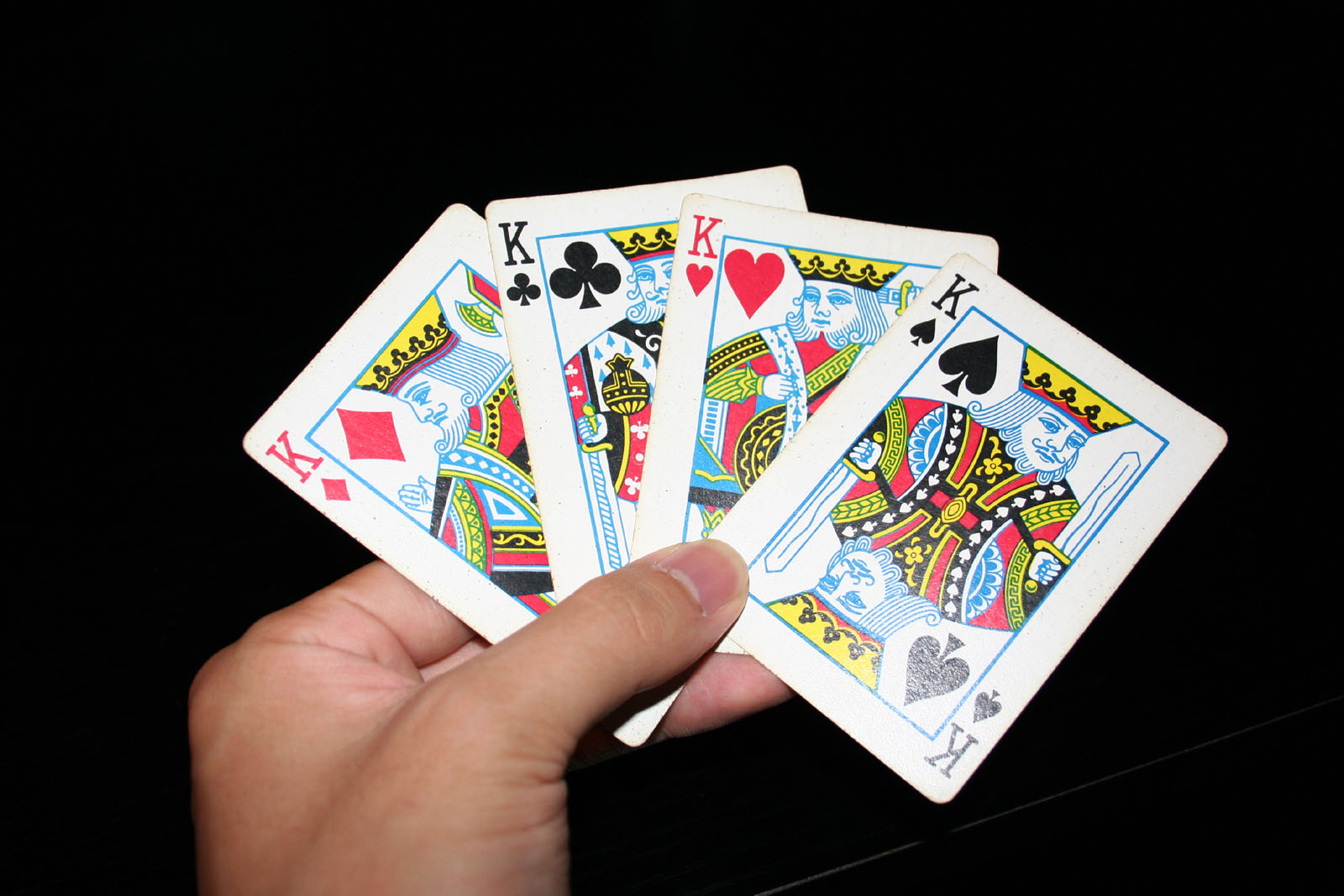
4 quân K
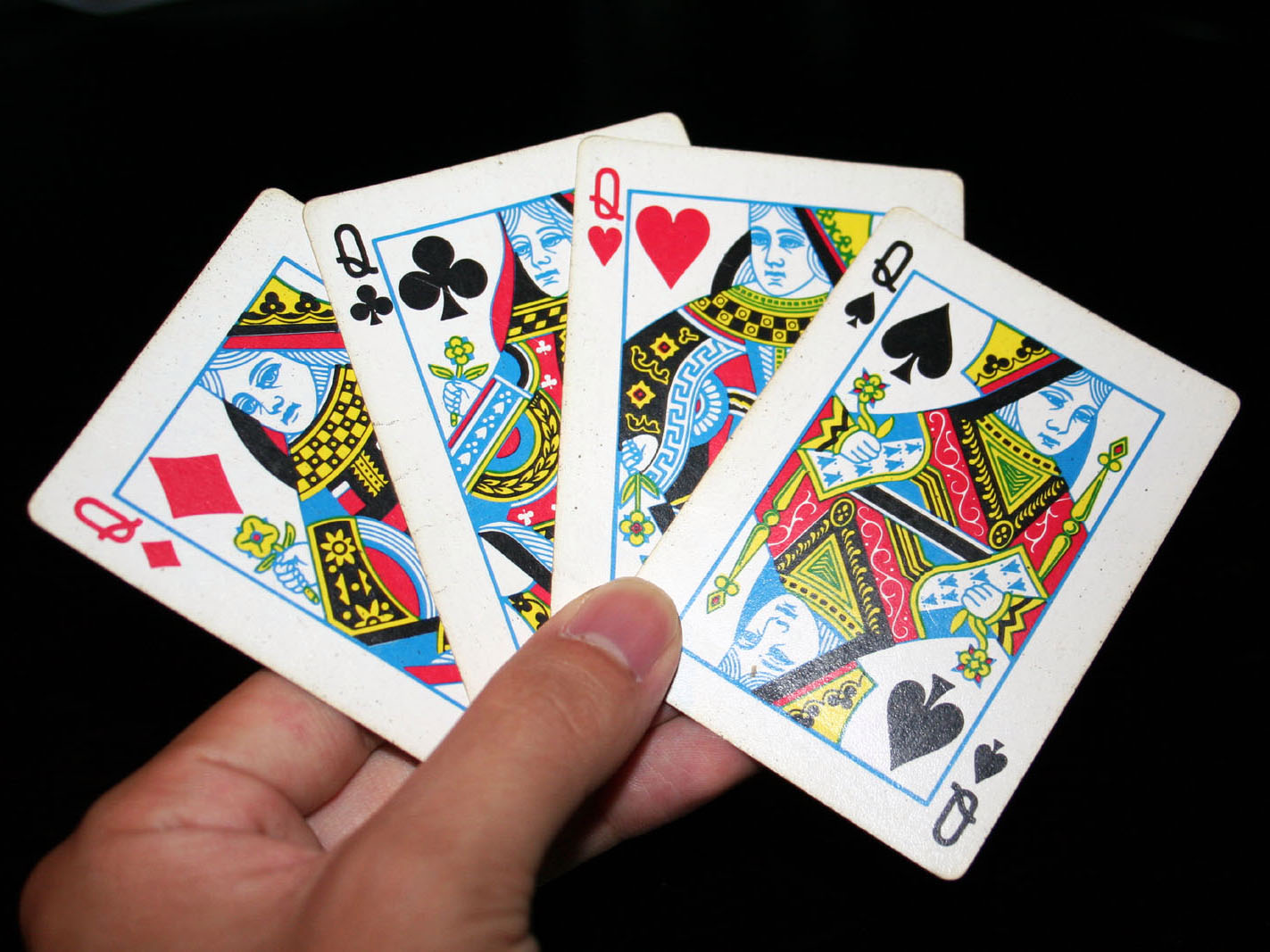
4 quân Q
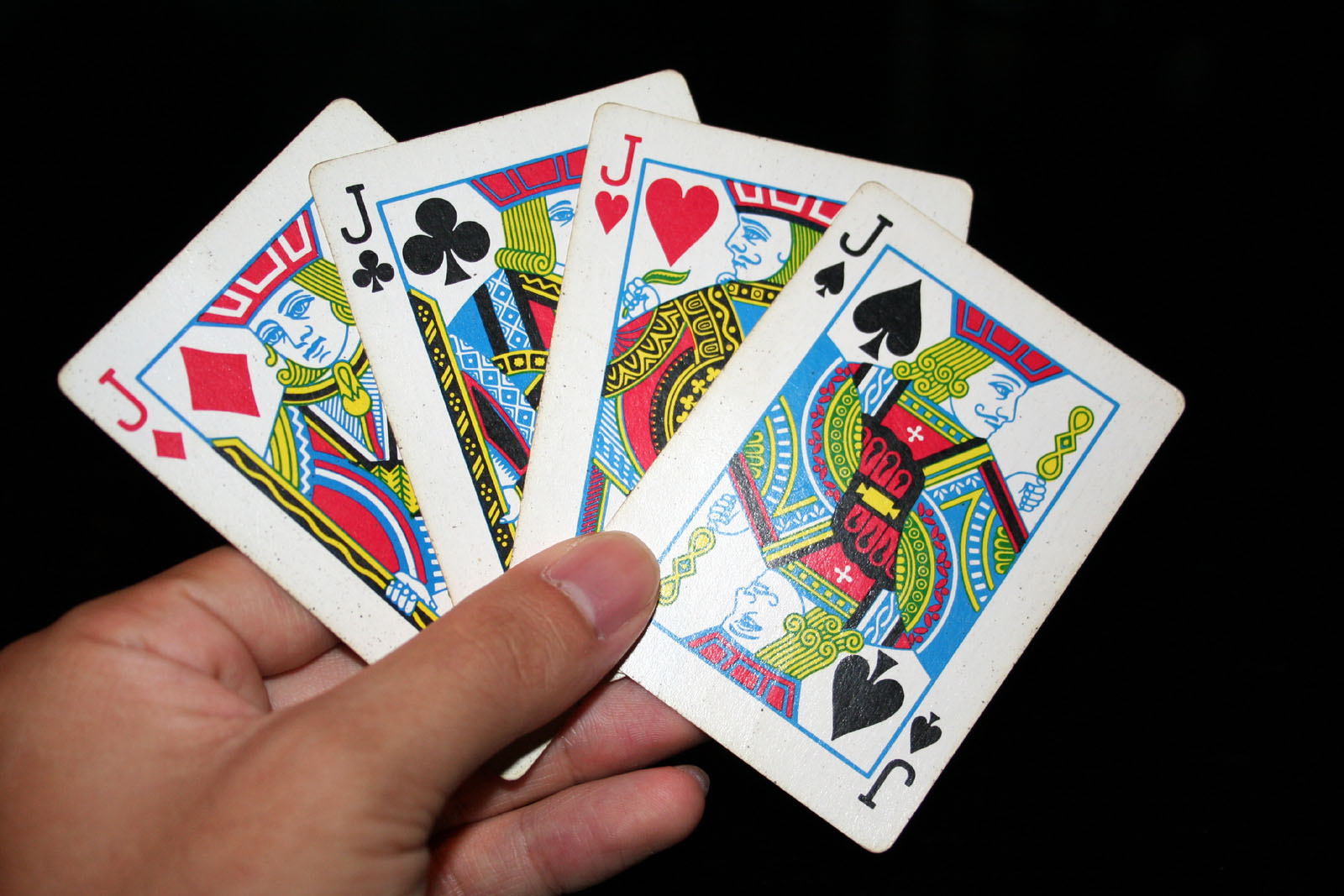
4 quân J
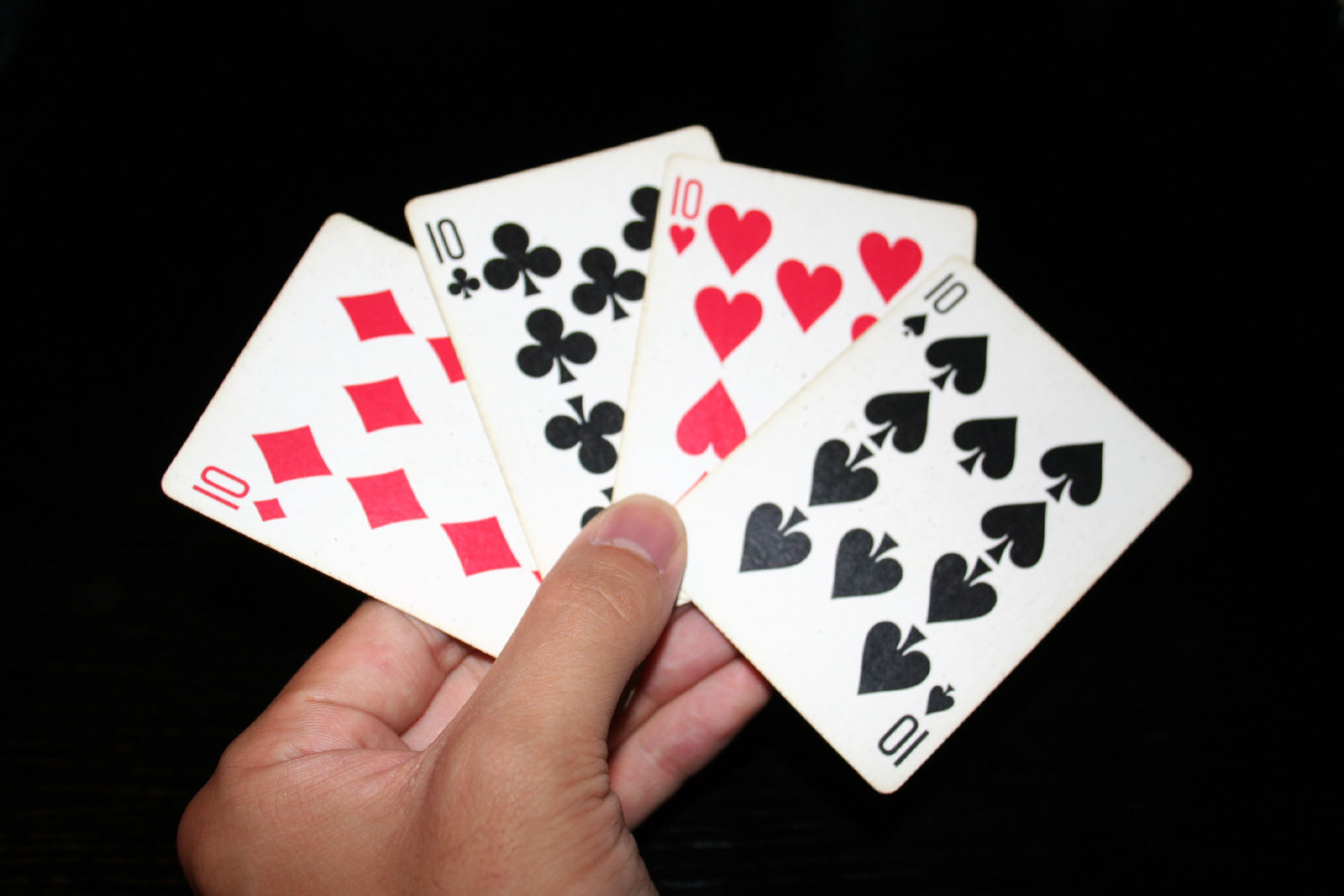
4 quân 10
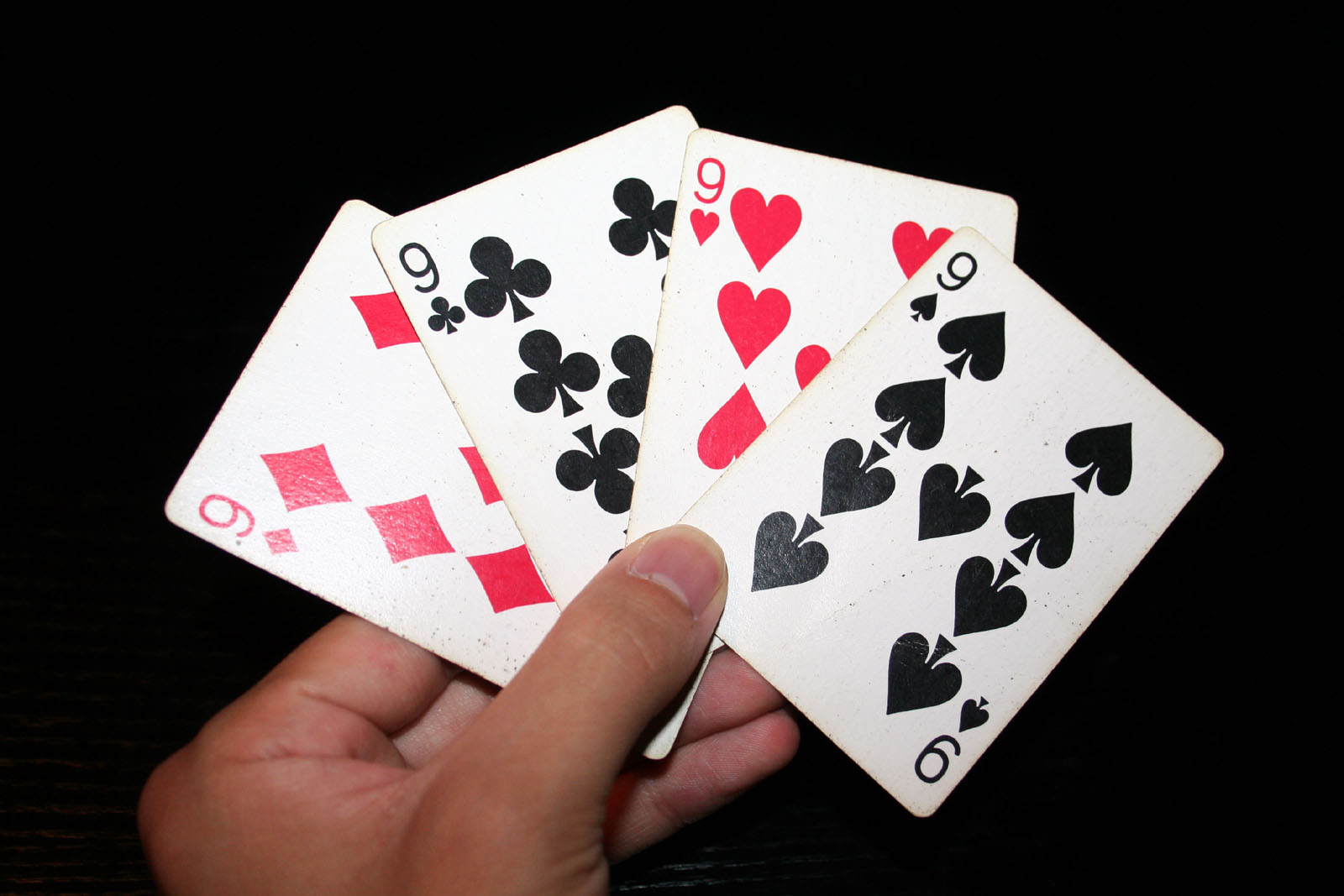
4 quân 9
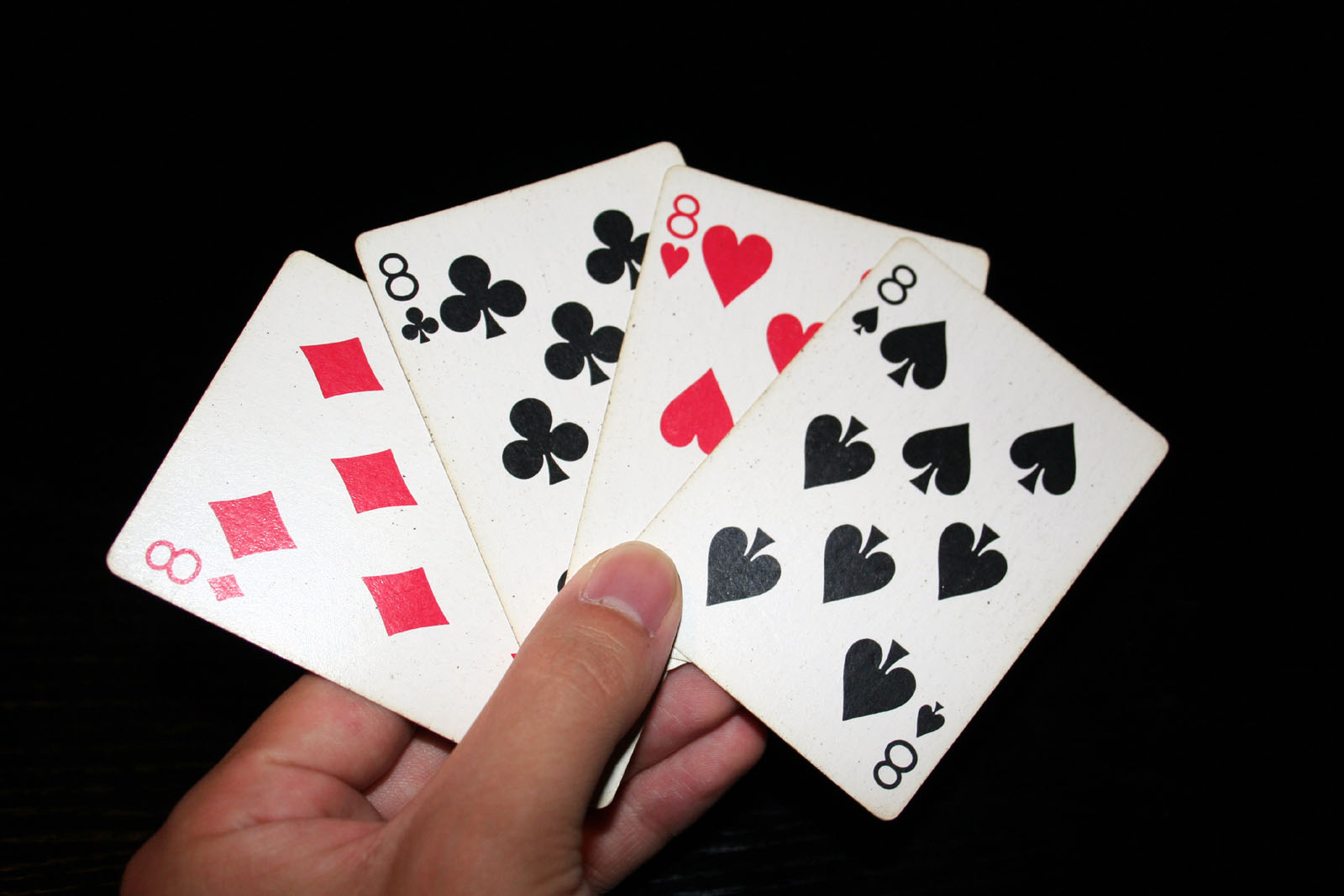
4 quân 8
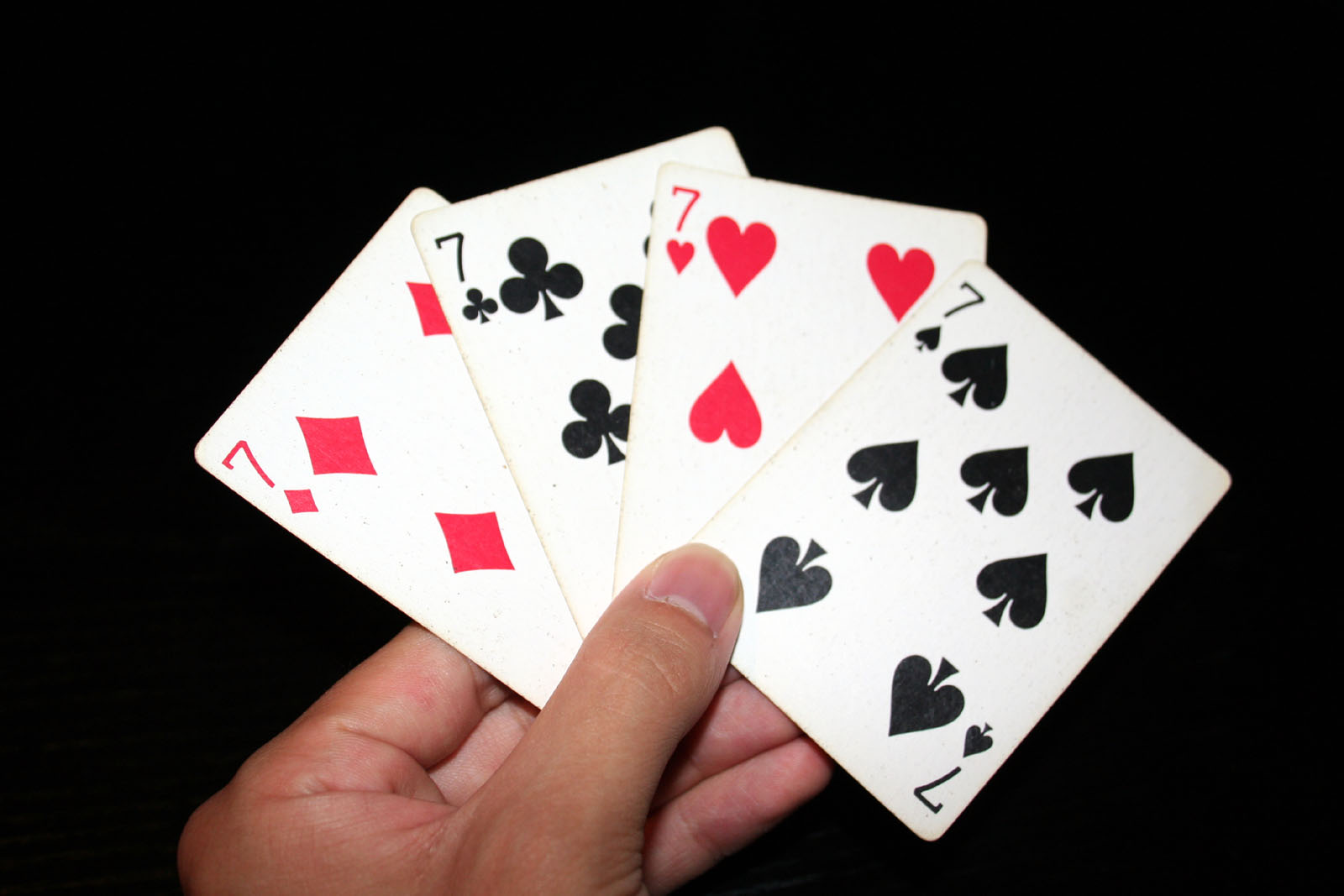
4 quân 7
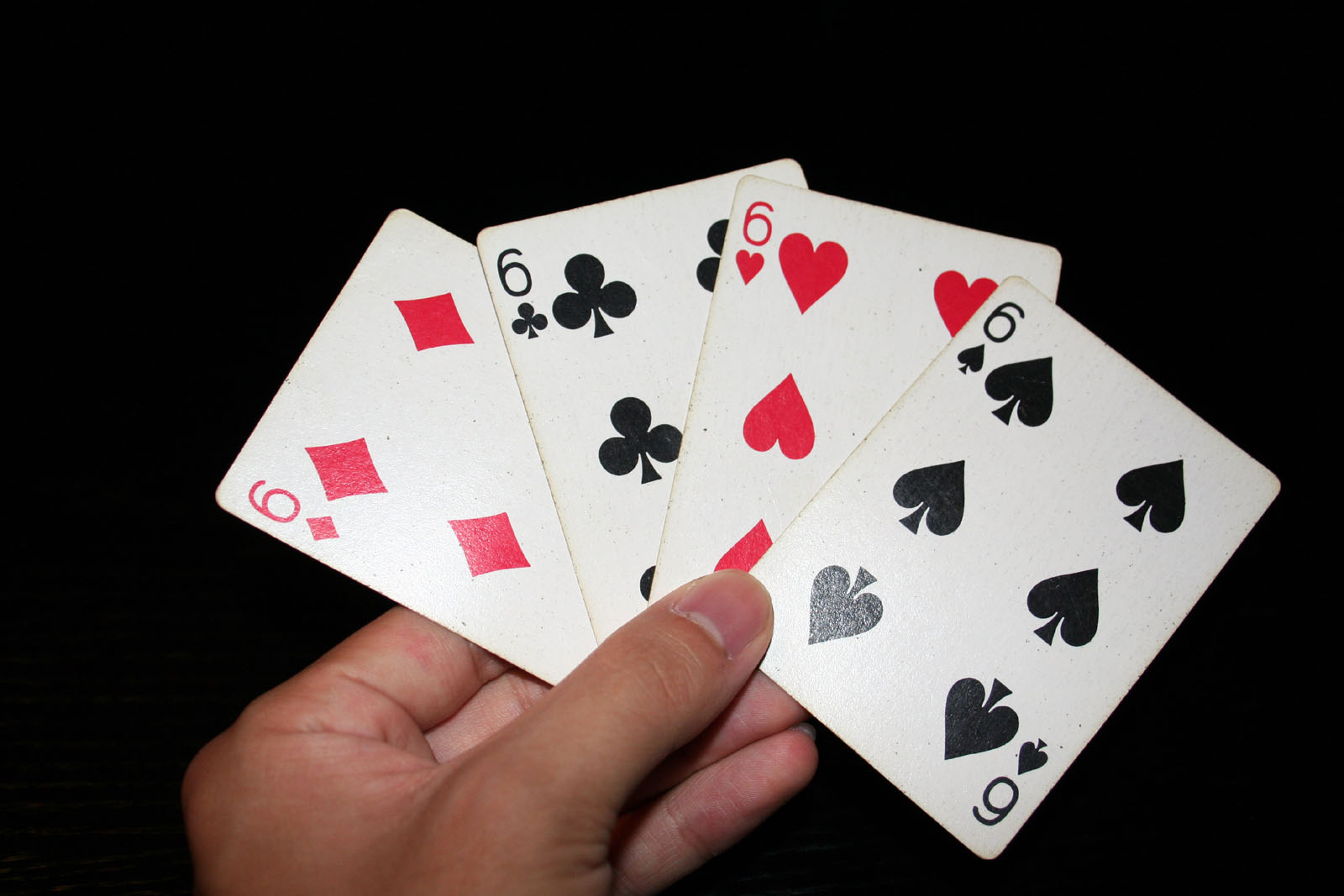
4 quân 6
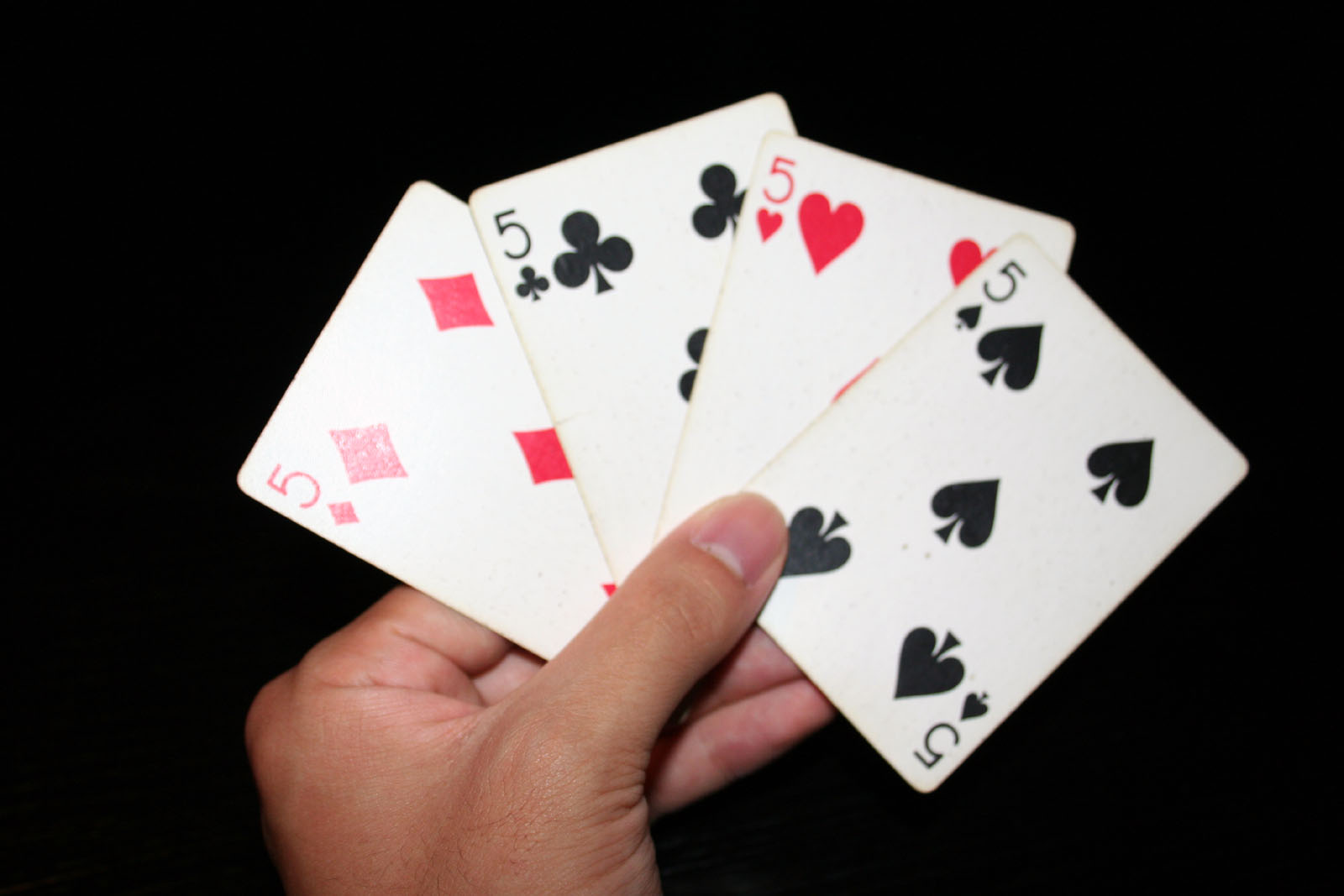
4 quân 5
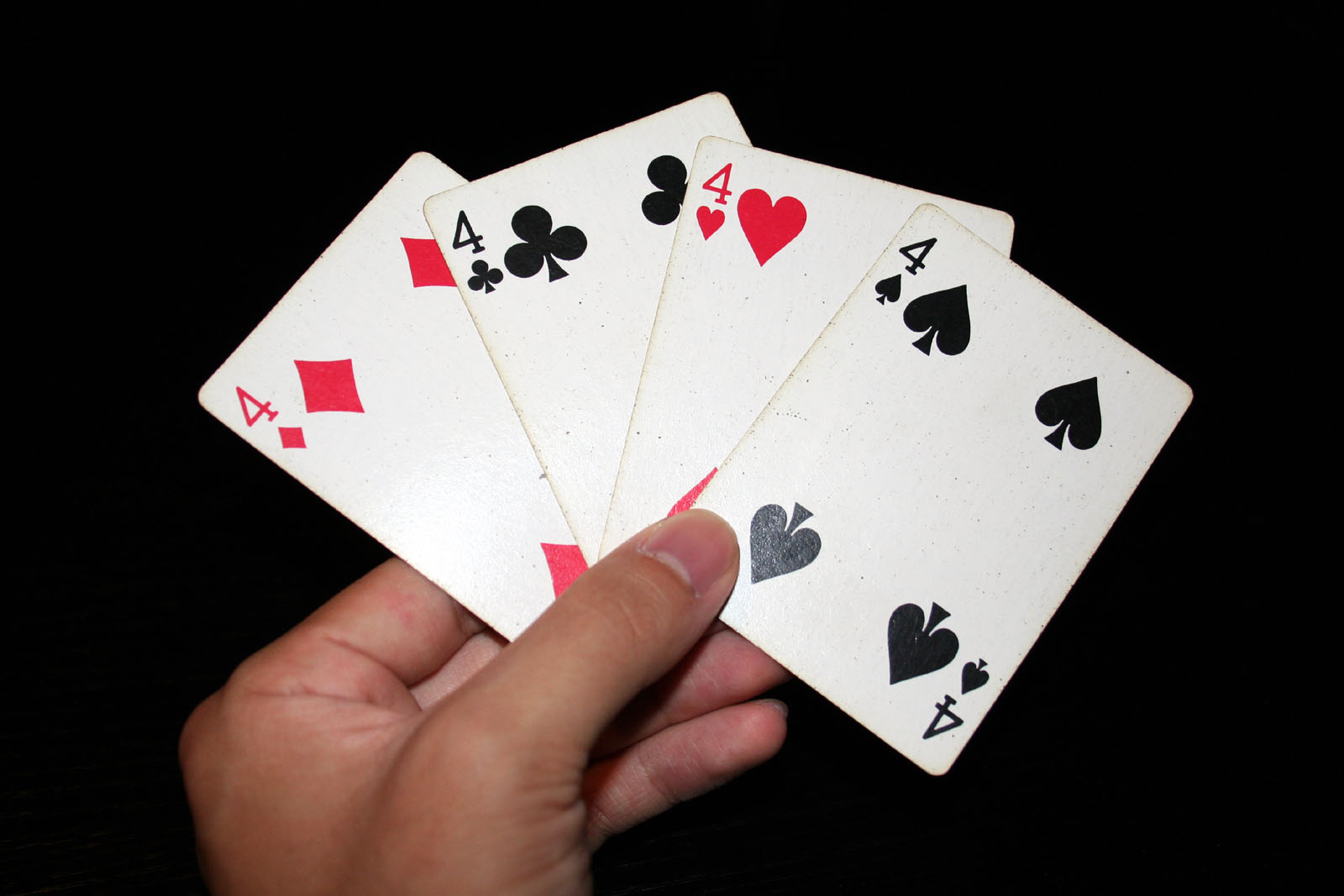
4 quân 4
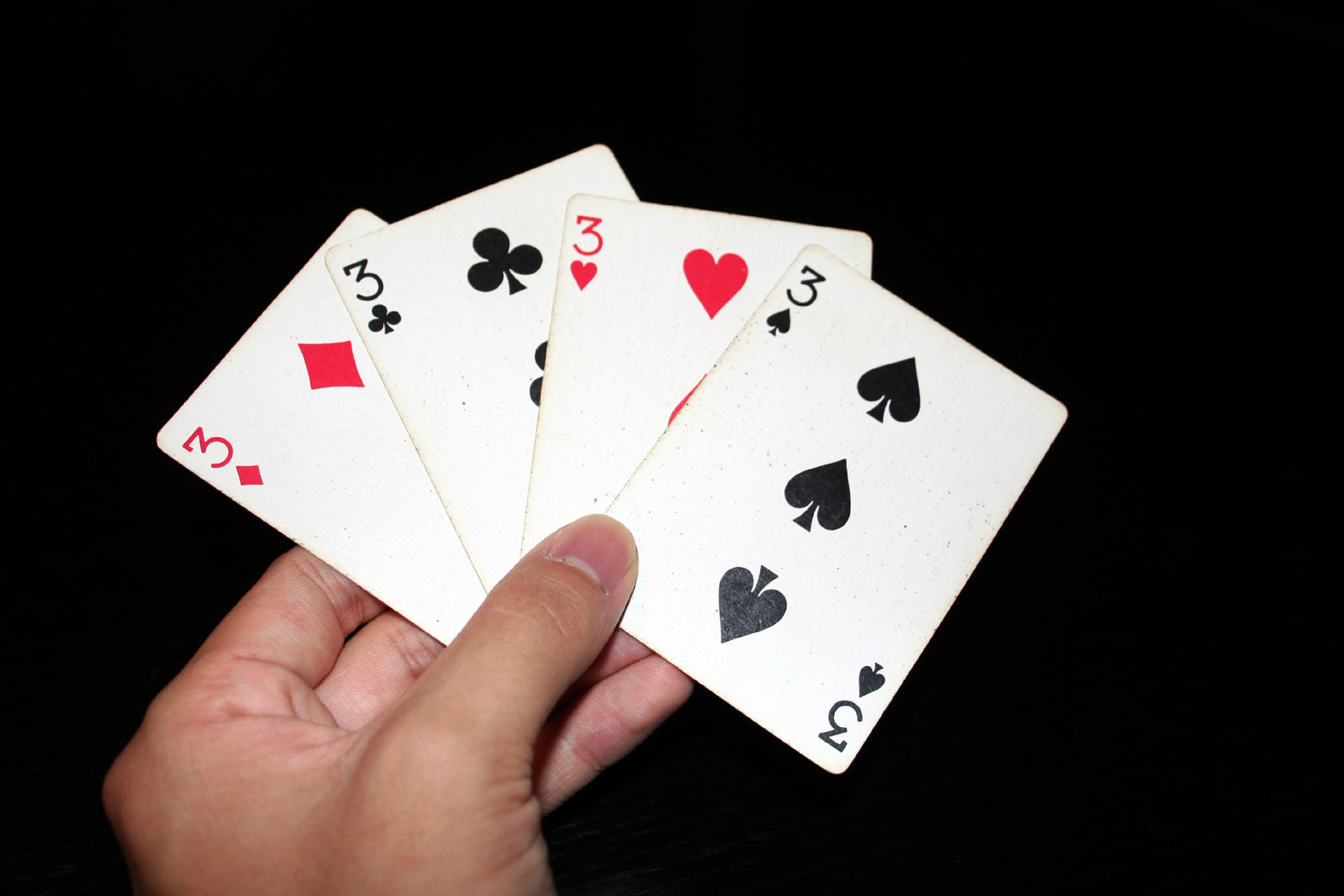
4 quân 3
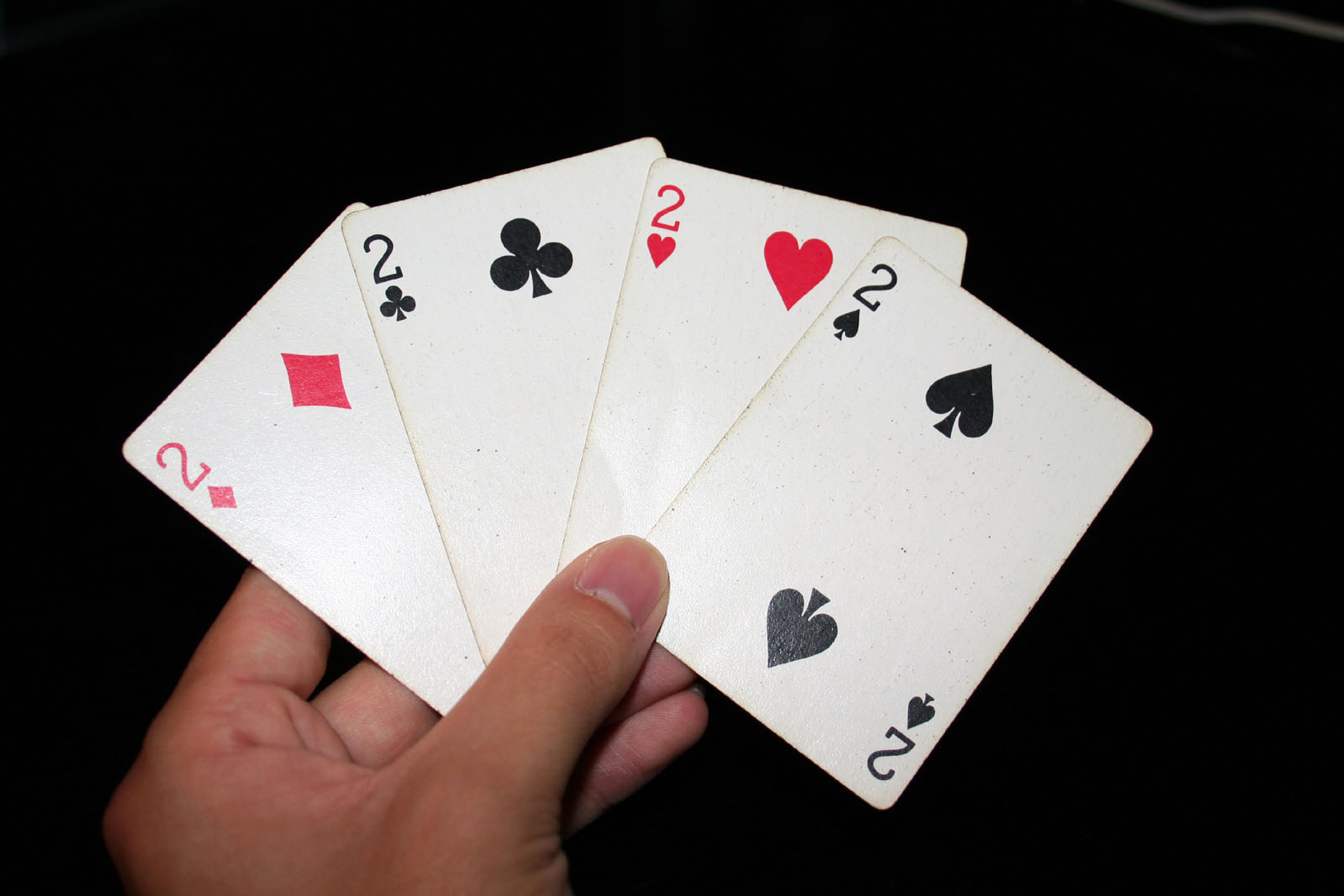
4 quân 2
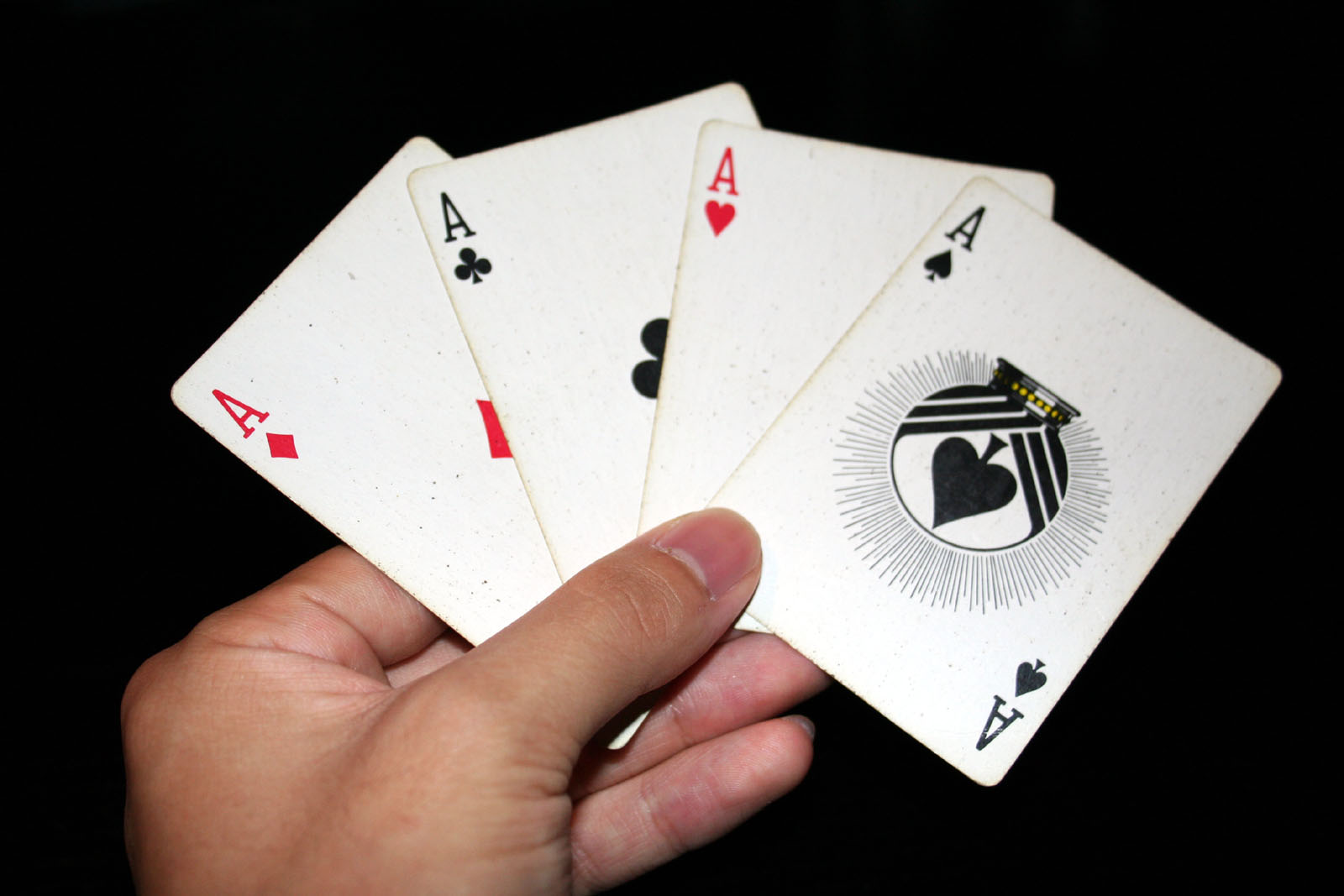
4 quân Át
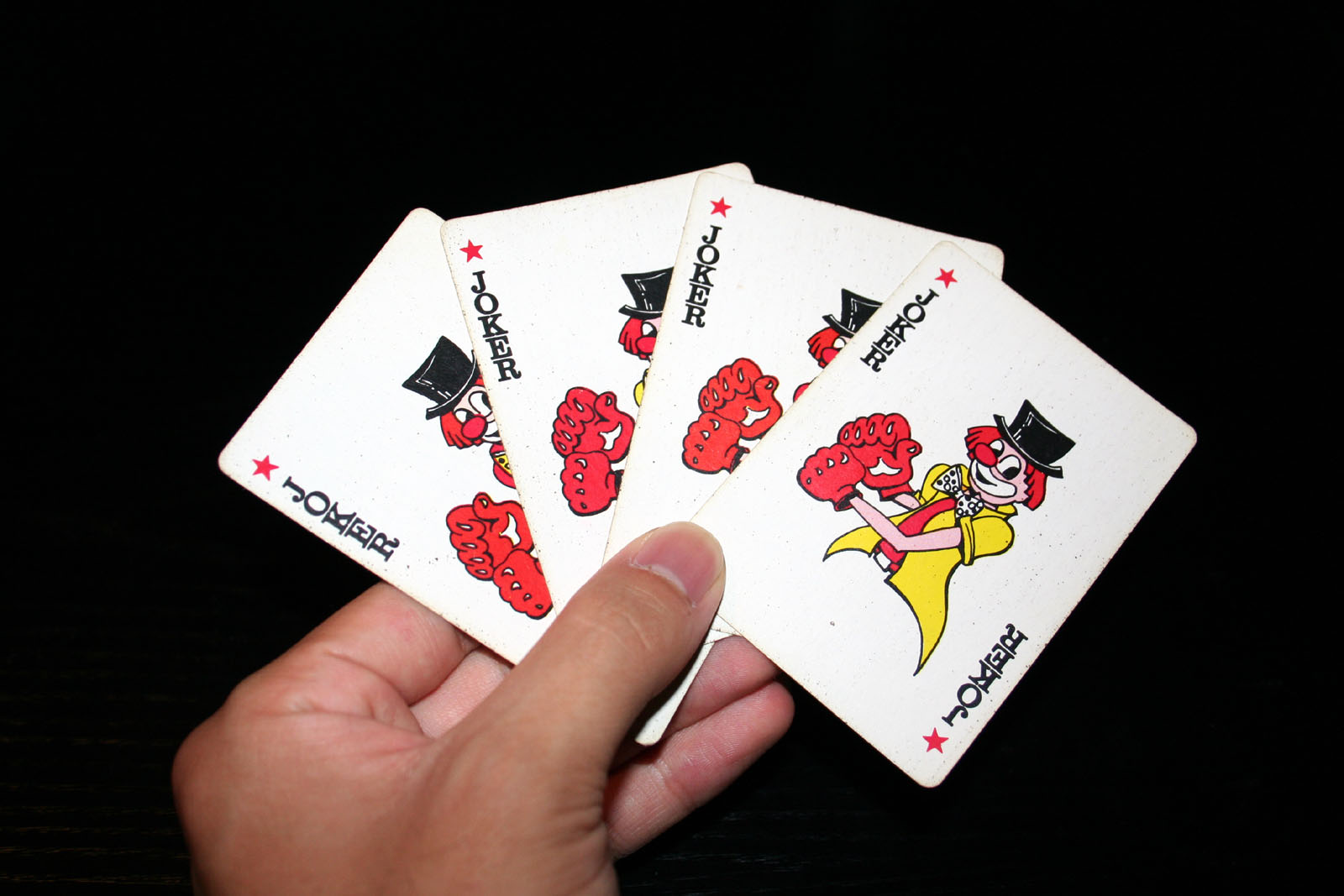
4 quân Joker